# Бесарабијска губернија
Бесарабијска губернија (рус. Бессарабская губерния), до 1873. године Бесарабијска област (рус. Бессарабская область), је била губернија Руске Империје од 1812. до 1917. године.

## Историја
Бесарабијска област је основана након Руско-турског рата и потписивања Букурешког мира 1812. године, када је Русија припојила Бесарабабију. Државни савјет је 28. октобра 1873. године одлучило да се Бесарабијска област преименију у Бесарабијску губернију.
На почетку 20. вијека Бесарабија је била подјељена на 8 срезова, 211 општина, 12 градова и 3.564 села.
Од самог почетка административно сједиште је био град Кишињев. Губернија је престала да постоји наон Руске револуције 1917. године када се војска распала, а у земљи завладала анархија, тачније до 15. децембра 1917. године када је на њеној територији уз помоћ румунске војске основана Молдавска Демократска Република.
Око 70% територије Бесарабијске губерније данас се налази на територије Молдавије, док је остатак дио Украјине.